# Bulbophyllum wolfei
Bulbophyllum wolfei är en orkidéart som beskrevs av Bruce Gray och David Lloyd Jones. Bulbophyllum wolfei ingår i släktet Bulbophyllum och familjen orkidéer.
Artens utbredningsområde är Queensland. Inga underarter finns listade i Catalogue of Life.